# Віттенгаген
Віттенгаген (нім. Wittenhagen) — громада в Німеччині, розташована в землі Мекленбург-Передня Померанія. Входить до складу району Передня Померанія-Рюген. Складова частина об'єднання громад Мільцов.
Площа — 46,92 км2. Населення становить 1155 ос. (станом на 31 грудня 2020).